# 히카리 레일스타
히카리 레일스타(일본어: ひかりレールスター)는 히카리의 열차 명칭으로 웨스트 히카리의 후속으로 도입되었다. 2000년부터 서일본여객철도가 운영한 고속열차 등급으로, 700계 7000번대로 운행한다.

## 개요
서일본여객철도는 저가 시장을 공략하던 항공사에 대응하기 위해 0계 차량을 12량에서 8량으로 감축시키고 신오사카 ~ 하카타 구간을 2시간 59분을 주파하는 열차를 도입했다. 1995년에 한신·아와지 대지진으로 인해 산요 신칸센 노선이 운행이 불가능하면서 공항 수요도 늘어난 것도 한 몫을 했다. 평균 3시간 10분 이내에 운행하는 웨스트 히카리 투입해 주요 도시를 연결하는 열차편 증편했다. 하지만 노조미 등급이 등장하면서 최대 3시간 30분까지 늘어났다. 0계 차량의 노후화로, 장기간 운행이 불가능하면서 운영비 절감 및 신차 도입을 위해 2000년 3월 11일에 700계 7000번대 차량을 투입했다. 그와 동시에 웨스트 히카리 등급이 폐지되고 0계 차량을 대체했다. 기존의 노조미, 히카리와 달리 기획 및 개발에 있어서 마케팅 조사를 바탕으로 진행했다. 그로 인해 이용객이 증가했고 한신 지역의 수요가 증가하였다.
그러나 큐슈 신칸센 전 구간 개통과 N700계 7000번대, N700계 8000번대 차량 도입으로 순차별로 고다마로 전환하는 것을 결정했다는 보도가 있었고, 2011년 3월 12일의 다이아 개정으로 운용 감소에 따른 고다마 운행이 증가하면서 일부 100계가 퇴역했다. 2012년 3월 17일 다이어 개정에서 더 나아가 산요 신칸센 구간 고다마의 운용이 늘어나면서 100계 차량이 모두 퇴역했다. 2013년 3월 16일 다이야 개정에서 왕복 5회를 제외한 전 열차가 N700계로 대체되었다. 현재 신오사카 ~ 하카타 구간을 운행하는 열차는 통과 역이 적고 소요 시간도 3시간 반으로 늘어났고 이 중 신오사카 방면 운행 시 편도로 운행하는 오카야마로 가는 열차의 경우 신시모노세키, 아사를 제외한 모든 역을 정차한다.

## 역사
1999년 12월 16일에 700계 7000번대 차량을 도입해 시운전을 시작했다. 2000년 2월에 최초로 시승회가 열렸고 같은 해 3월 11일에 다이야 개정으로 운행하기 시작했다. 같은 해 4월 22일에 웨스트 히카리가 운행을 종료하면서 왕복 19회로 증편되었다. 같은 해 12월에 승차 인원이 천만명을 돌파했다. 2001년 10월 다이야 개정으로 왕복 23회로 증편되었다. 2004년 7월에 5호차에 한해 금연이 실시되었다. 2006년 3월에 다이야 개정으로 히로시마 시종착에서 미하라로 변경되었다. 2008년 3월에 일부 시간대 후쿠야마 무정차 시간대가 신설되었다가 2009년 3월에 다이야 개정으로 모든 열차가 정차하는 것으로 환원되었다. 2010년 3월에 도쿄 ~ 히로시마간 운행하는 노조미 왕복 4편이 하카타로 연장되면서 왕복 20회로 감축되었다. 2011년에 큐슈 신칸센이 전구간 개통과 동시에 산요 신칸센과 상호 직결 운행이 가능한 사쿠라 열차가 도입이 되면서 운행 편수가 감소되었다. 2012년 3월 다이야 개정으로 전 좌석에 금연석이 되었고 그와 동시에 지정석이 5호차와 6호차로 변경과 함께 차내 판매를 종료하였다. 2013년 3월 다이야 개정으로 정차역이 증가했다. 2018년 6월 2일부터 9월 29일까지 주말에 한해서 히메지 ~ 하카타 구간에 왕복 2회 임시 열차를 운행하기 시작했다.

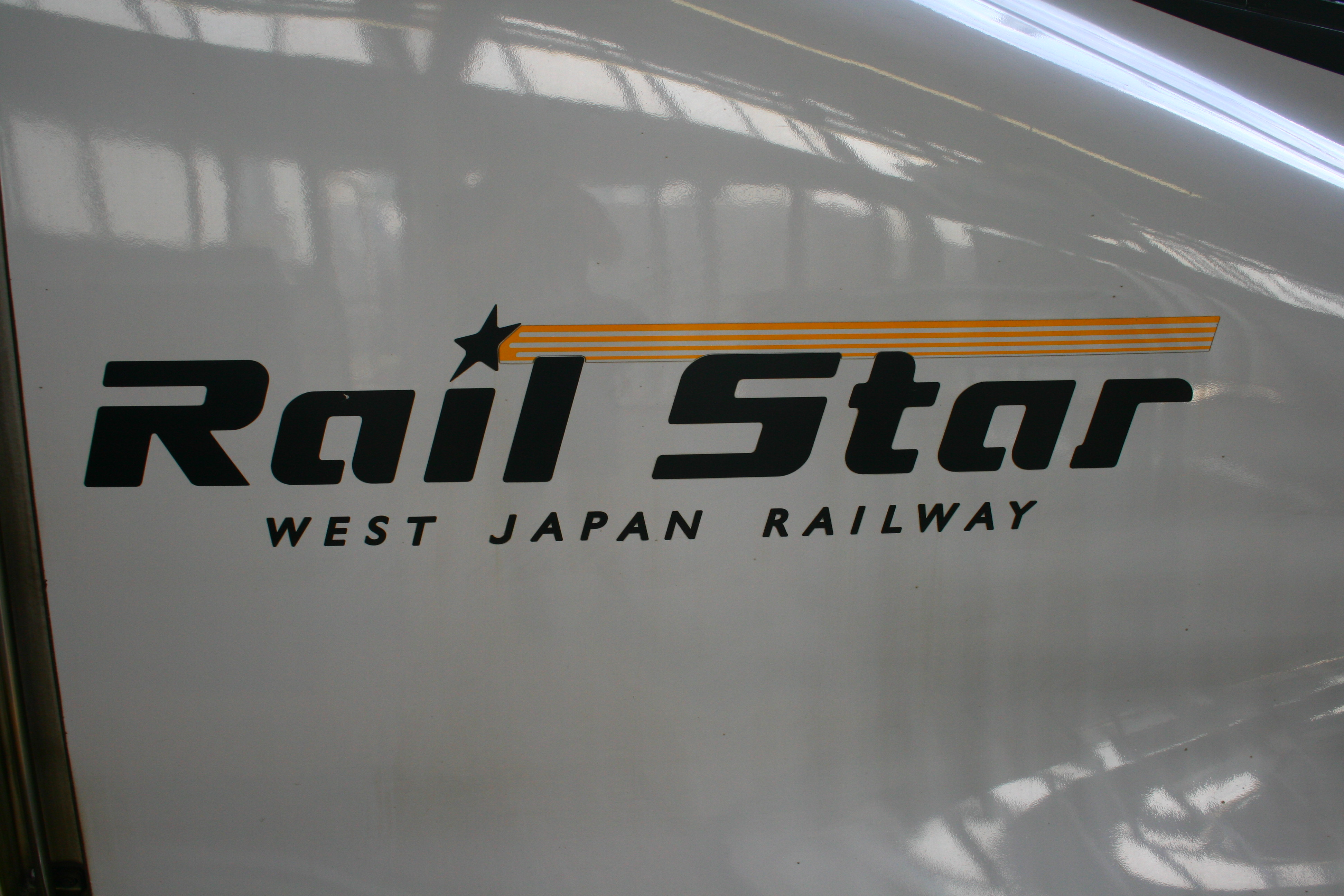
히카리 레일스타 로고
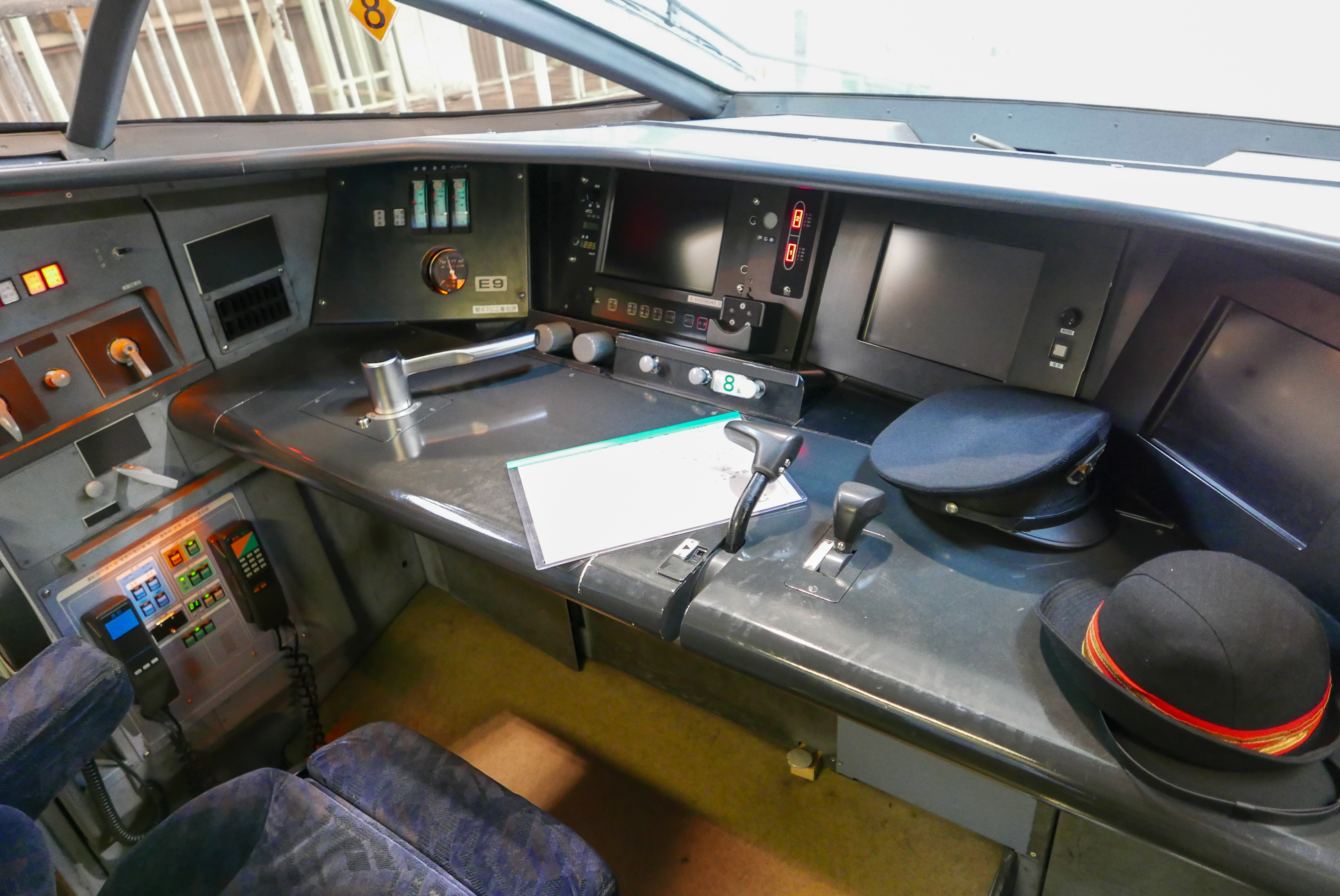
히카리 레일스타 운전석

## 운행 현황
| 운행 노선 | 열차 번호     | 운행 구간         | 차량         | 비고                                      |
| --------- | ------------- | ----------------- | ------------ | ----------------------------------------- |
| 산요      | 590호         | 오카야마 ~ 하카타 | 700계        | 히카리 레일스타로 운행                    |
| 산요      | 591호 ~ 594호 | 신오사카 ~ 하카타 | 700계 N700계 | 592호의 경우 700계 히카리 레일스타로 운행 |

## 정차역
| 열차 번호                                                              | 신오사카 | 신코베 | 니시아카시 | 히메지 | 아이오이 | 오카야마 | 신쿠라시키 | 후쿠야마 | 신오노미치 | 미하라 | 히가시히로시마 | 히로시마 | 신이와쿠니 | 도쿠야마 | 신야마구치 | 아사 | 신시모노세키 | 고쿠라 | 하카타 | 비고               |
| ---------------------------------------------------------------------- | -------- | ------ | ---------- | ------ | -------- | -------- | ---------- | -------- | ---------- | ------ | -------------- | -------- | ---------- | -------- | ---------- | ---- | ------------ | ------ | ------ | ------------------ |
| 591호1                                                                 | ●        | ●      | ●          | ●      | ●        | ●        | →          | ●        | →          | ●      | →              | ●        | ●          | ●        | ●          | →    | ●            | ●      | ●      |                    |
| 590호2                                                                 |          |        |            |        |          | ●        | ●          | ●        | ●          | ●      | ●              | ●        | ●          | ●        | ●          | ←    | ←            | ●      |        | 하루 1회 왕복 운행 |
| 592호2                                                                 | ●        | ●      | ●          | ●      | ←        | ●        | ←          | ●        | ←          | ●      | ●              | ●        | ●          | ●        | ●          | ←    | ●            | ●      | ●      |                    |
| 594호1                                                                 | ●        | ●      | ←          | ●      | ←        | ●        | ←          | ●        | ←          | ←      | ←              | ●        | ←          | ←        | ←          | ←    | ●            | ●      | ●      |                    |
| 1N700계 16량 편성으로 운행한다. 2700계 7000번대 8량 편성으로 운행한다. |          |        |            |        |          |          |            |          |            |        |                |          |            |          |            |      |              |        |        |                    |
| ●＝정차；■＝일부 정차；↔＝통과                                         |          |        |            |        |          |          |            |          |            |        |                |          |            |          |            |      |              |        |        |                    |

## 운행 열차
- 700계 7000번대

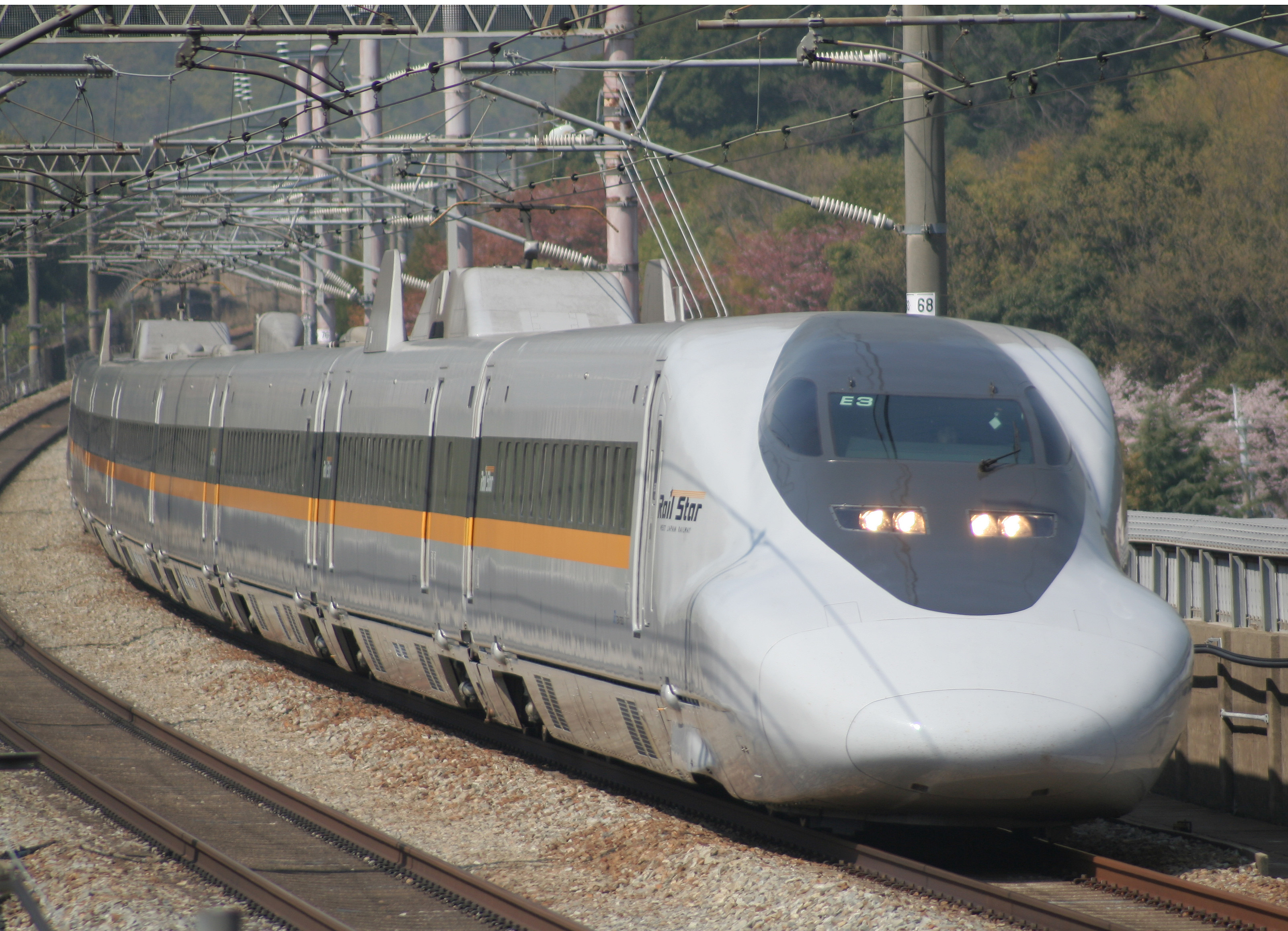
신칸센 700계 7000번대

## 객차 구성

### 700계 히카리 레일스타
| 호차 | 1      | 2      | 3      | 4      | 5      | 6      | 7           | 8      |
| ---- | ------ | ------ | ------ | ------ | ------ | ------ | ----------- | ------ |
| 좌석 | 자유석 | 자유석 | 자유석 | 지정석 | 지정석 | 지정석 | 지정석      | 지정석 |
| 시설 |        |        |        | 전화   |        |        | 장애인 시설 | 전화   |

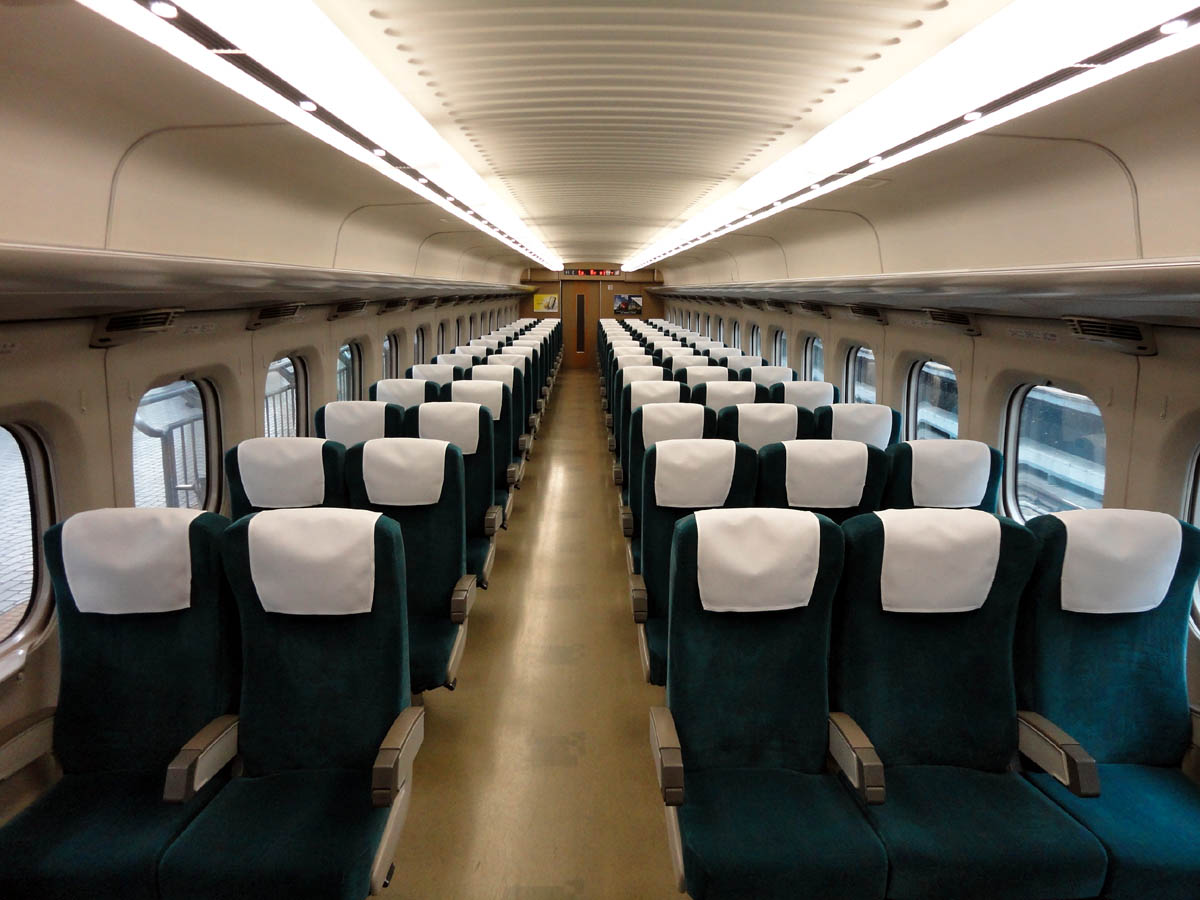
히카리 레일스타 자유석
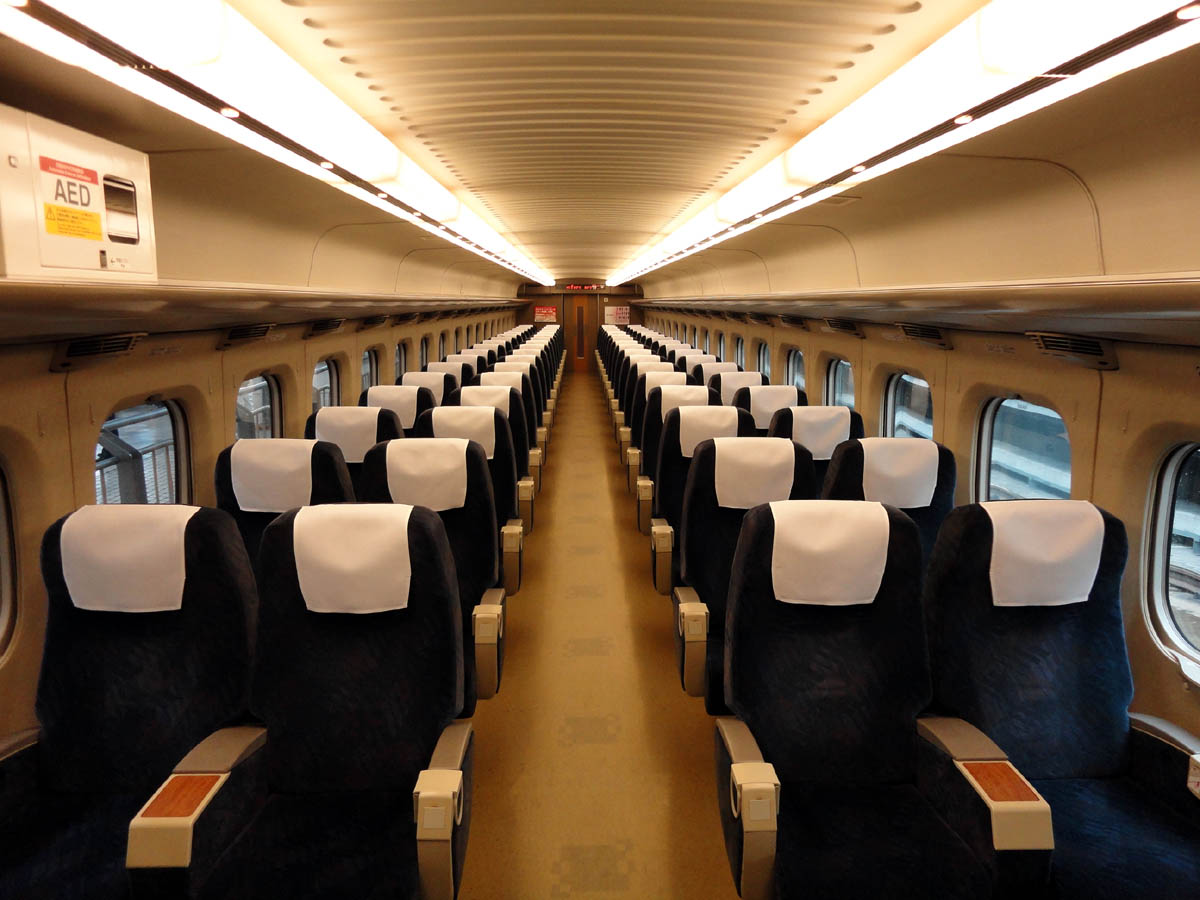
히카리 레일스타 지정석
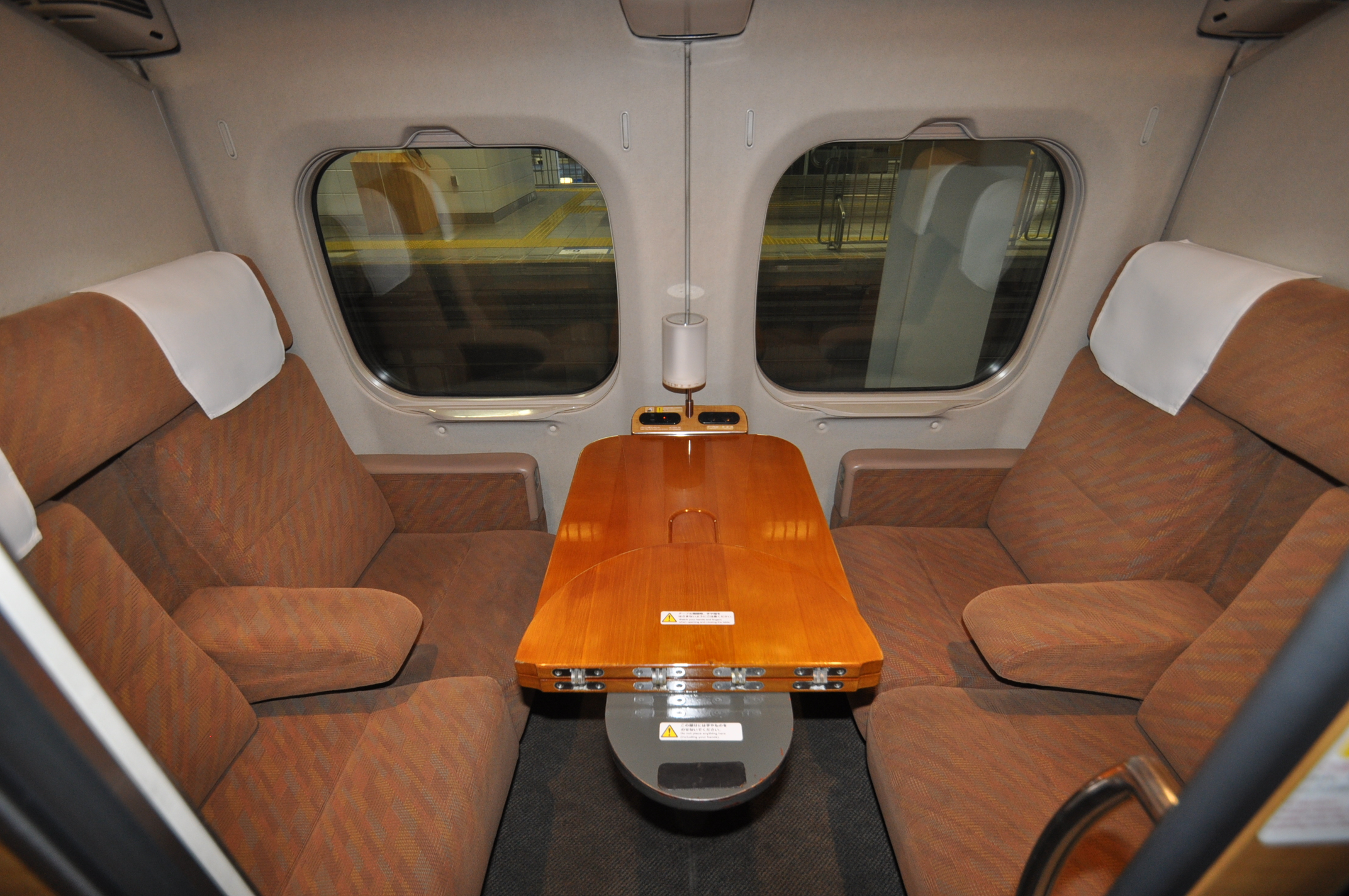
히카리 레일스타 별실
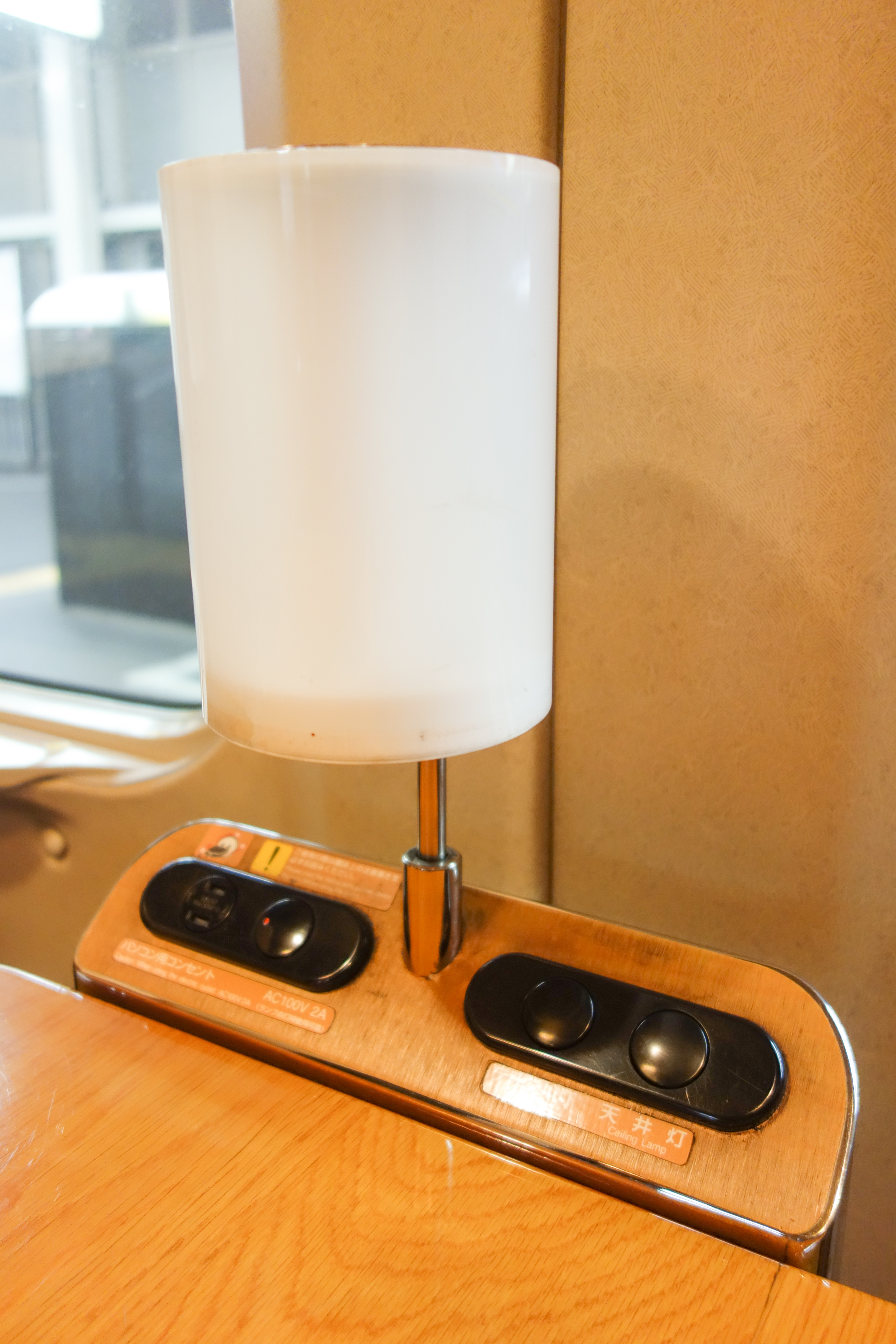
히카리 레일스타 램프
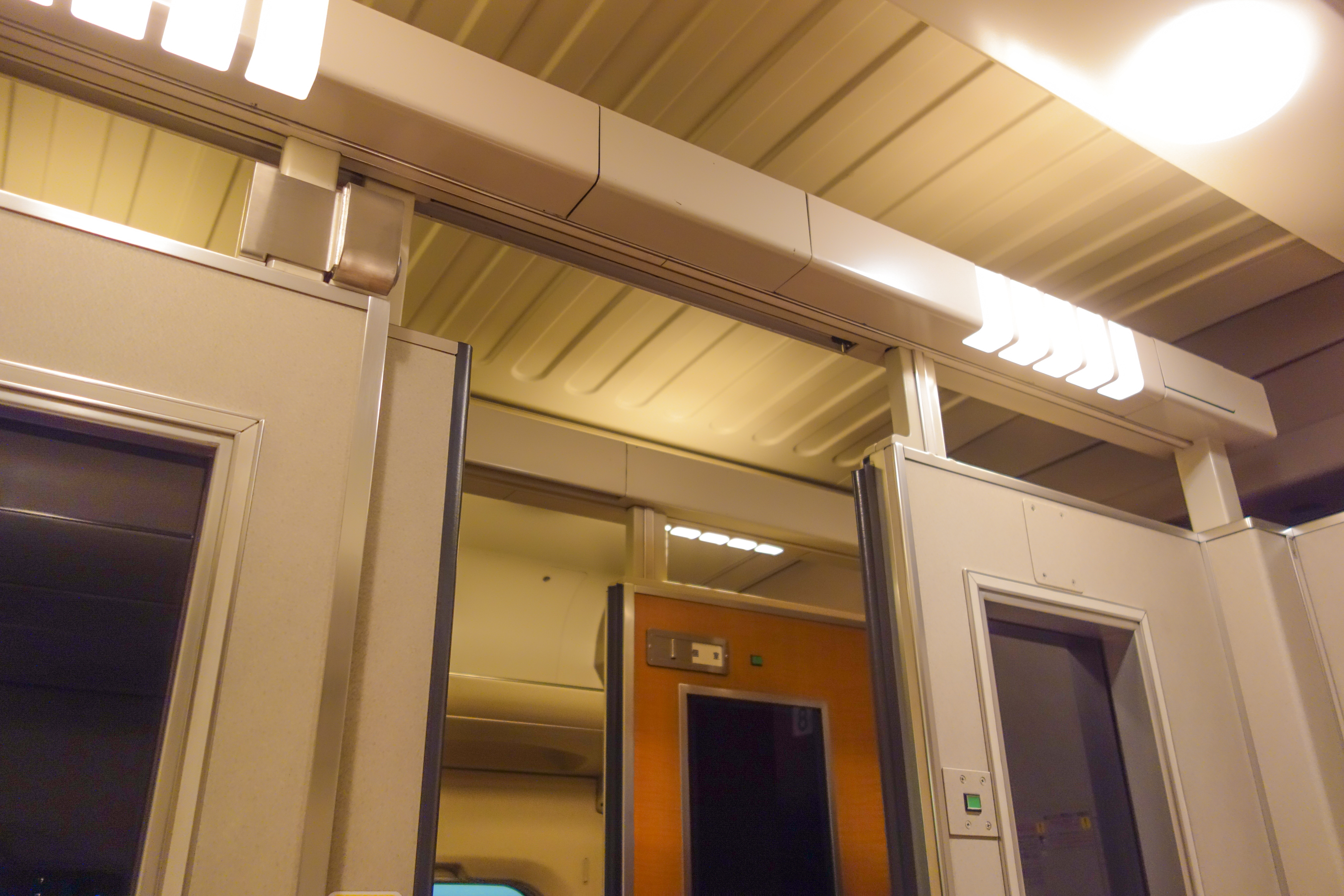
히카리 레일스타 통로
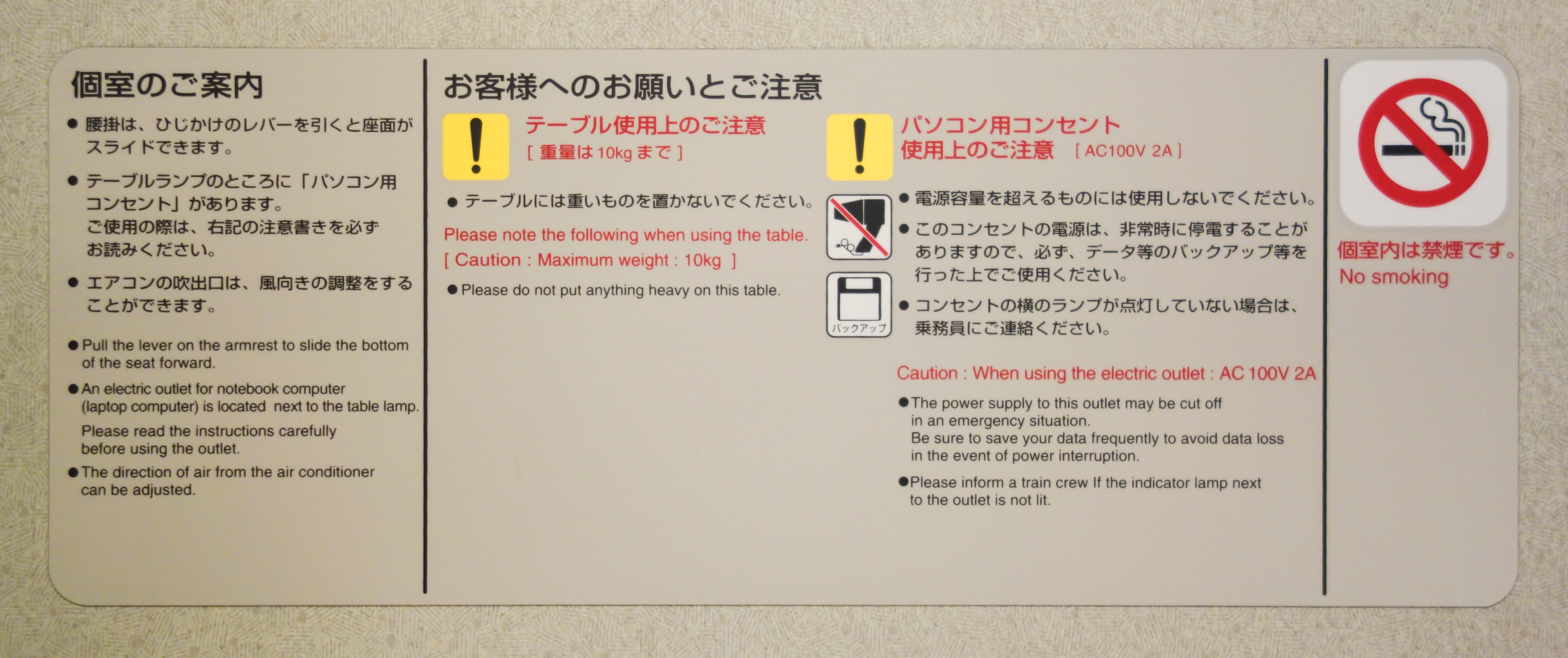
히카리 레일스타 안내문

## 특별 열차

### 레일스타 21세기호
밀레니엄 이벤트의 하나로, 2000년 12월 31일부터 2001년 1월 1일까지 운행한 특별열차이다. 신칸센이 운행하지 않는 야간 시간대에 히로시마 ~ 하카타 구간을 운행했다.

### 한신 타이거즈응원 열차
2003년 일본 시리즈가 한신 고시엔 구장을 본거지로 하는 한신 타이거즈와, 후쿠오카 돔을 거점으로 하는 후쿠오카 다이에 호크스(현, 후쿠오카 소프트뱅크 호크스) 사이에서 개최를 하면서 일본 시리즈를 홍보하기 위해 오사카시, 후쿠오카시의 요청을 받아 운행했다.